# Jean Baptiste Abbeloos

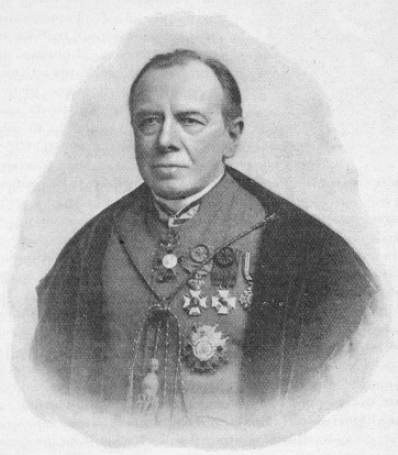

Jean Baptiste Abbeloos (* 15. Januar 1836 in Gooik; † 25. Februar 1906 in Löwen) war ein belgischer Orientalist.

## Leben
Jean Baptiste Abbeloos wurde von 1849 bis 1860 im Priesterseminar des Erzbistums Mechelen ausgebildet. Nach seiner Priesterweihe am 22. September 1860 studierte er an der Universität Leuven und in Rom. Dabei widmete sich insbesondere der altsyrischen Sprache und Literatur. Am 15. Juli 1867 wurde er an der Universität Leuven zum Doktor der Theologie promoviert und verbrachte den folgenden Winter in London, um in der Bibliothek des British Museum Manuskripte mit Schriften der syrischen Kirchenväter zu exzerpieren.
Nach seiner Rückkehr nach Belgien wurde er zum Professor für Heilige Schrift im Seminar von Mechelen ernannt. Aus gesundheitlichen Gründen musste er die Lehrtätigkeit aufgeben. 1876 wurde er Pfarrer in Duffel. Kardinal Victor-Augustin-Isidore Dechamps ernannte ihn 1883 zum Generalvikar. Dieses Amt hatte er bis zum 10. Februar 1887 inne, als er zum Rektor der Universität Leuven ernannt wurde.

## Schriften (Auswahl)
- De vita et scriptis Sancti Jacobi, Batnarum Sarugi in Mesopotamia episcopi. Louvain 1867.
- mit Thomas Joseph Lamy: Gregorii Barhebræi Chronicon Ecclesiasticum quod e codice Musei Britannici descriptum conjuncta opera ediderunt, latinitate donarunt annotationibusque theologicis, historicis, geographicis et archæologicis ilustrarunt. Paris 1872.
- Acta Sancti Maris Assyriae Babyloniae ac Persidis sec. I apostoli Syriace sive Aramaice. Leipzig 1885.
- Acta Mar Kardaghi Assyriae praefecti qui sub Sapore II martyr occubuit syriace juxta manuscriptum Amidense una cum versione latina. Leipzig 1890.